# Brook Park (Minnesota)
Brook Park és una població dels Estats Units a l'estat de Minnesota. Segons el cens del 2000 tenia 156 habitants.

## Demografia
Segons el cens del 2000, Brook Park tenia 156 habitants, 57 habitatges, i 40 famílies. La densitat de població era de 59,1 habitants per km².
Dels 57 habitatges en un 36,8% hi vivien nens de menys de 18 anys, en un 40,4% hi vivien parelles casades, en un 21,1% dones solteres, i en un 29,8% no eren unitats familiars. En el 19,3% dels habitatges hi vivien persones soles el 19,3% de les quals corresponia a persones de 65 anys o més que vivien soles. El nombre mitjà de persones vivint en cada habitatge era de 2,74 i el nombre mitjà de persones que vivien en cada família era de 3.
Per edats la població es repartia de la següent manera: un 32,1% tenia menys de 18 anys, un 8,3% entre 18 i 24, un 30,1% entre 25 i 44, un 23,7% de 45 a 60 i un 5,8% 65 anys o més.
L'edat mediana era de 31 anys. Per cada 100 dones de 18 o més anys hi havia 100 homes.
La renda mediana per habitatge era de 43.750 $ i la renda mediana per família de 45.625 $. Els homes tenien una renda mediana de 29.063 $ mentre que les dones 16.250 $. La renda per capita de la població era de 14.353 $. Entorn del 8,3% de les famílies i el 13,5% de la població estaven per davall del llindar de pobresa.

## Poblacions més properes
El següent diagrama mostra les poblacions més properes.